# Maucor
Maucor – miejscowość i gmina we Francji, w regionie Nowa Akwitania, w departamencie Pireneje Atlantyckie.
Według danych na rok 1990 gminę zamieszkiwało 436 osób, a gęstość zaludnienia wynosiła 89 osób/km² (wśród 2290 gmin Akwitanii Maucor plasuje się na 761. miejscu pod względem liczby ludności, natomiast pod względem powierzchni na miejscu 1433.).